# Kudriavita
La kudriavita és un mineral de la classe dels sulfurs. Rep el nom del volcà Kudriavy (Rússia), la seva localitat tipus.

## Característiques
La kudriavita és una sulfosal de fórmula química (Cd,Pb)Bi₂S₄. Va ser aprovada com a espècie vàlida per l'Associació Mineralògica Internacional l'any 2003. Cristal·litza en el sistema monoclínic. LÉs l'anàleg amb cadmi de la grumiplucita. Es tracta d'un dels dos minerals de Cd-Bi aprovats, sent l'altre la tazieffita.
Segons la classificació de Nickel-Strunz, la kudriavita pertany a «02.JA: Sulfosals de l'arquetip PbS, derivats de la galena amb poc o gens de Pb» juntament amb els següents minerals: benjaminita, borodaevita, cupropavonita, kitaibelita, livingstonita, makovickyita, mummeïta, pavonita, grumiplucita, mozgovaïta, cupromakovickyita, cupromakopavonita, dantopaïta, cuprobismutita, hodrušita, padĕraïta, pizgrischita, kupčikita, schapbachita, cuboargirita, bohdanowiczita, matildita i volynskita.

## Formació i jaciments
Va ser descoberta al volcà Kudriavy, situat a l'Illa d'Iturup, a les Kurils (óblast de Sakhalín, Rússia). També ha estat descrita al volcà Mutnovsky, al krai de Kamtxatka (Rússia). Aquests dos indrets són els únics de tot el planeta on ha estat descrita aquesta espècie mineral.